# Hartmut Mehdorn

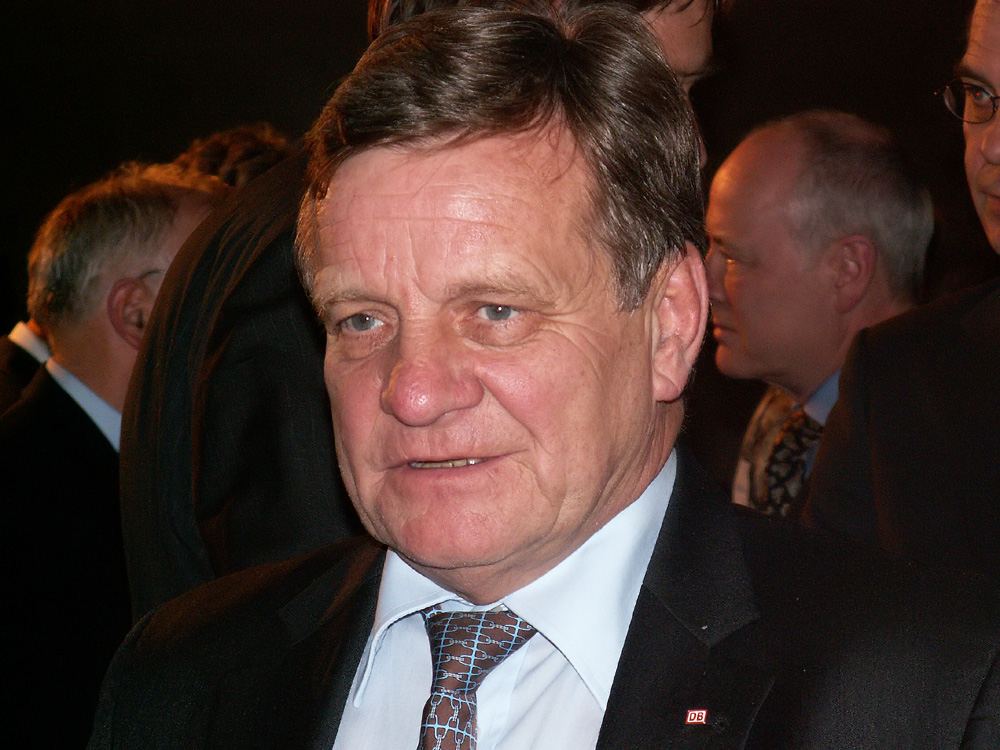
Hartmut Mehdorn (März 2008)

Hartmut Mehdorn (* 31. Juli 1942 in Warschau) ist ein ehemaliger deutscher Industriemanager und Maschinenbauingenieur.
Nach dem Studium des Maschinenbaus an der TU Berlin arbeitete Mehdorn in verschiedenen Positionen der Luftfahrtindustrie. Er war Vorstand der DASA und Vorstandsvorsitzender der Heidelberger Druckmaschinen AG. Vom 16. Dezember 1999 bis 30. April 2009 war er Vorsitzender des Vorstands der Deutschen Bahn AG. Vom 1. September 2011 bis 7. Januar 2013 leitete er Air Berlin. Ab März 2013 war Mehdorn Vorsitzender der Geschäftsführung der Flughafen Berlin Brandenburg GmbH und damit auch für den Bau des Flughafens Berlin Brandenburg verantwortlich.

## Leben

### Kindheit, Jugend und Studium
Mehdorn wurde 1942 als Sohn des Ingenieurs Wolfgang Mehdorn und der Hausfrau Erika Mehdorn geboren. Er kam während eines Besuches seiner Mutter aus Berlin im besetzten Warschau bei seinem Vater zur Welt, der sich als deutscher Soldat dort aufhielt. Standesamtlich gemeldet wurde er in Berlin; der Geburtsort laut Geburtsurkunde ist Warschau. Er ist das jüngste von vier Kindern. Seine Eltern waren Inhaber eines Betriebes für Kunststoff-Spritzguss- und Pressteile.
Im Jahr 1944 wurde die Familie Mehdorn von Berlin nach Kipfenberg bei Eichstätt in Bayern evakuiert. Bedingt durch eine Anstellung seines Vaters zog die Familie 1947 nach Karlsruhe, wo Mehdorn eingeschult wurde. 1949 folgte ein Umzug nach Nürnberg, 1953 nach West-Berlin (Kaiserdamm, Bezirk Charlottenburg), wo Mehdorn die Oberschule besuchte und das Abitur erlangte. Beinahe während seiner gesamten Schulzeit war er Klassensprecher.
Mehdorn studierte von 1961 (andere Quelle: 1960) bis 1966 an der TU Berlin Leichtbau. Seine Diplomarbeit schrieb er über Turbinentechnik. Während seines Studiums wurde er Mitglied der Burschenschaft Frankonia Berlin und arbeitete im elterlichen Betrieb mit. Er betrieb in seinen Ferien Rudern als Leistungssport und trat bei den Berliner Meisterschaften an. Er nahm auch einmal an den Deutschen Meisterschaften teil. Dabei setzte er sich im leichten Jungmann-Zweier gegen zwei weitere Berliner Boote durch und wurde Landesmeister.

### Berufsleben

#### Bis 1999

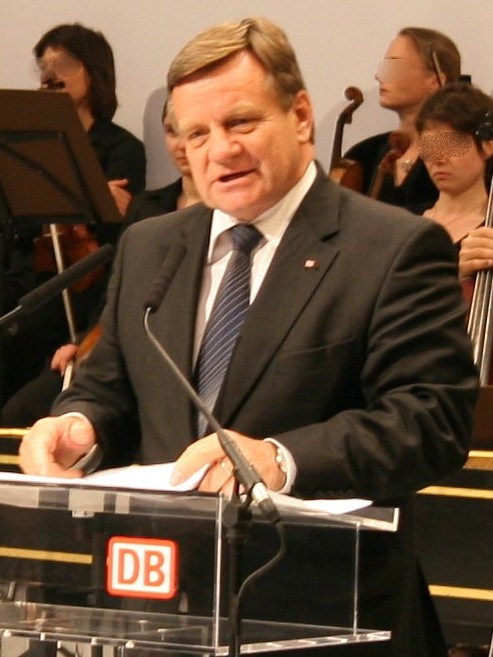
Hartmut Mehdorn auf der Eröffnungsfeier des sanierten Dresdner Hauptbahnhofs (November 2006)

Nach Abschluss des Studiums trat Mehdorn 1966 eine Stelle als Planungsingenieur bei den Vereinigten Flugtechnischen Werken (VFW, ehemals Focke-Wulf) in Bremen an. 1968 wurde er Assistent des Betriebsleiters im VFW-Werk Lemwerder, zuständig für die Organisation der Endmontage. Er wirkte in dieser Funktion anderthalb Jahre in der Termin- und Produktionsplanung der neuen Transall-Transportflugzeuge mit. Anschließend arbeitete er rund zwei Jahre in der Konstruktion. Als die Bundeswehr zur Einführung der Transall technische Offiziere suchte, trat Mehdorn als Zeitsoldat in die Luftwaffe ein. Er erhielt eine vierjährige Ausbildung an der Offiziersschule der Luftwaffe (OSLw) in Fürstenfeldbruck und wurde als Reserveoffizier (Hauptmann) für vier etwa fünfwöchige Wehrübungen herangezogen.
1972 wurde er Programmleiter der Airbus-Serie bei VFW in Bremen. Dabei führten ihn seine Aufgaben auch nach Toulouse zu Aérospatiale (SNIAS). Ab 1. Dezember 1977 arbeitete Mehdorn als Werksleiter in Bremen (etwa 1400 Mitarbeiter). Mit der Übernahme der VFW durch Messerschmitt-Bölkow-Blohm (MBB) im Jahre 1981 wurde Mehdorn Produktionschef der MBB-„Nordwerke“ (Bremen, Lemwerder, Einswarden und Varel). 1980 wurde er Vorstand für Produktionskoordination, Einkauf und Qualitätskontrolle von Airbus Industrie in Toulouse. In dieser Funktion wirkte er an der Entwicklung erster Airbus-Prototypen mit. Diese Funktion hatte er bis März 1984 inne. In seine Amtszeit fielen die Entwicklung und die Produktionsvorbereitung der A310, A300-600 und A320. Einem Medienbericht zufolge sorgte er ferner dafür, dass die Flugzeuge teilweise in Deutschland montiert wurden.
Vom 1. April 1984 bis Dezember 1989 war Mehdorn Bereichsleiter Transport- und Verkehrsflugzeuge bei MBB. 1985 wurde er Leiter der Unternehmensgruppe, 1986 wurde er zusätzlich Mitglied der Geschäftsführung von MBB, zuständig für zivile Luftfahrt. Von 1989 bis 1992 war Mehdorn Vorsitzender der Geschäftsführung der Deutschen Airbus GmbH in Hamburg. Von August 1992 bis 1995 war Mehdorn Vorstandsmitglied der Deutschen Aerospace AG (DASA) in München. Nach einem Zerwürfnis mit Jürgen Schrempp verließ er das Unternehmen zum 30. September 1995 ohne Abfindung. Nachdem Jürgen Schrempp 1995 zum Konzernchef von Daimler-Benz aufgestiegen war, wollte Mehdorn dessen Chefposten bei DASA einnehmen, scheiterte jedoch. Ab 1992 war Mehdorn zeitweilig Vorsitzender des Aufsichtsrates der Dornier Luftfahrt.
Dass sich die deutschen Airbus-Standorte in der Flugzeugkonstruktion erfolgreich etabliert haben, gilt in wesentlichen Teilen als Mehdorns Verdienst. Verbreitet wird ferner davon ausgegangen, dass er maßgeblich dazu beigetragen hat, die Voraussetzungen zu schaffen, um die Airbus-Endmontage Anfang der 1990er Jahre nach Deutschland zu verlegen.
Im Oktober 1995 wechselte Mehdorn als Vorstandsvorsitzender zur Heidelberger Druckmaschinen AG. Er erweiterte den Druckmaschinenhersteller durch eine Expansionsstrategie zu einem Universalanbieter und brachte das Unternehmen zum 8. Dezember 1997 an die Börse. Die zahlreichen Übernahmen, Zukäufe und Erweiterungen des Produktsortiments in den vier Jahren unter Mehdorns Leitung betrafen insbesondere den Bereich des Zeitungsdrucks. In seiner Zeit als Vorstandsvorsitzender verdoppelten sich Umsatz, Mitarbeiterzahl und Gewinn. Ab September 1998 war Mehdorn zusätzlich Vorstandsvorsitzender der Lahmeyer AG, die mit 57 % die Mehrheit an Heidelberger Druckmaschinen hielt und im Jahr zuvor durch die Verschmelzung von Lahmeyer und Rheinelektra gebildet worden war.
Unter Mehdorn weitete der Weltmarktführer für Druckmaschinen sein Produktportfolio aus und entwickelte sich von einem reinen Maschinenbauer zu einem Anbieter von Drucksystemen. Die zahlreichen Zukäufe belasteten das Unternehmen jedoch finanziell stark und dauerhaft und die Heidelberger Druckmaschinen AG geriet in Existenznot. Nach Mehdorns Abgang wurde zur Rettung der angeschlagenen Heidelberger Druckmaschinen das gesamte neu hinzugekaufte Portfolio wieder verkauft.
Ab 1. Oktober 1998 bis Ende 1999 war er im Vorstand der RWE AG zuständig für Nicht-Energie-Beteiligungen. Im Jahr 1997 war Mehdorn für den neu zu besetzenden Vorstandsvorsitz von Airbus im Gespräch. Er war unter anderem Aufsichtsratsmitglied der RWE AG und der SAP AG (bis Mai 2015). Um 2002 war er Aufsichtsratsmitglied von Lufthansa Technik.

#### Vorstandsvorsitz der Deutschen Bahn AG (1999–2009)
Hartmut Mehdorn war vom 16. Dezember 1999 bis zum 30. April 2009 Vorstandschef der Deutschen Bahn AG.
Bereits 1997 schlug der damalige Bahnchef Heinz Dürr nach eigenen Angaben Mehdorn dem damaligen Bundeskanzler Helmut Kohl als seinen Nachfolger als Bahnchef vor. Die Wahl Kohls fiel jedoch auf Johannes Ludewig. Als 1998 eine Ablösung Ludewigs im Gespräch war, wurde Mehdorn als möglicher Nachfolger von Ludewig gesehen.
Mehdorn wurde von Bundeskanzler Gerhard Schröder 1999 gebeten, Ludewig als Bahnchef abzulösen. Berichten zufolge hatte ihn Schröder morgens angerufen und ihm den Posten angeboten, wobei sich Mehdorn bis zum Nachmittag entscheiden sollte. Bundesregierung und Aufsichtsrat einigten sich Mitte September 1999 auf die vorzeitige Ablösung Ludewigs sowie des Fernverkehrsvorstandes Axel Nawrocki zum 30. September 1999; der Aufsichtsrat stimmte diesem Schritt am 25. September 1999 (andere Quelle: 24. September 1999) zu. Zum 16. Dezember 1999 übernahm Mehdorn den Vorstandsvorsitz der Deutschen Bahn AG; Finanzvorstand Diethelm Sack hatte die Funktion zeitweilig kommissarisch übernommen. Nach eigenen Angaben hatte Mehdorn zuvor damit gerechnet, bis zum Ende seines Berufslebens in Heidelberg zu wirken.
In einer ersten Erklärung zu seinen Zielen nannte Mehdorn im Januar 2000 einen raschen Strukturumbau, ein neues Management, die Verbesserung des Fernverkehrsangebotes, Kooperationen mit Partnerbahnen im Güterverkehr sowie ein neues, einfacheres Tarifsystem im Personenverkehr. Nachdem das Geschäftsjahr 2000 von einem massiven Sanierungskurs geprägt war, rief Mehdorn 2001 Wachstum als weiteres Unternehmensziel aus. 2002 übernahm das Unternehmen unter seiner Leitung die Stinnes AG mit dem Logistikdienstleister Schenker. Am 20. Mai 2003 beschloss der Aufsichtsrat der Deutschen Bahn, neben Korrekturen am neuen Preissystem im Fernverkehr, Mehdorns Vertrag mittels eines neuen Fünf-Jahre-Vertrages bis Mitte 2008 zu verlängern. Nach Medienberichten hatte Mehdorn Bundeskanzler Gerhard Schröder am 16. Mai 2003 vor die Wahl gestellt: Entweder werde sein (Mehdorns) Vertrag um fünf Jahre verlängert oder er werde das Unternehmen sofort verlassen. Aufgrund fehlender Alternativen und aufgrund der schlechten Erfahrungen mit Telekom-Chef Ron Sommer habe sich Schröder für Mehdorns Verbleib entschieden.
2004 wurde Mehdorn von der Europäischen Kommission zum Mitglied des Verwaltungsrats der neuen Europäischen Eisenbahnagentur bestimmt.
Die zunächst für 2005 geplante Kapitalprivatisierung des Unternehmens wurde mehrfach verschoben. Schlagzeilen machte auch der Tarifkonflikt mit der Gewerkschaft Deutscher Lokomotivführer, in der Mehdorn in den Jahren 2007 und 2008 eine Schlüsselrolle spielte.
Sein Vertrag wurde im Juni 2007 um weitere drei Jahre bis Mai 2011 verlängert; einen Wechsel in den Aufsichtsrat des Unternehmens nach dieser Zeit schloss er aus. Die Vorstandsbezüge Mehdorns im Geschäftsjahr 2007 lagen bei 2,975 Millionen Euro, darunter 750.000 Euro Fixgehalt und 2,215 Millionen Euro variables Gehalt (2006: 3,184 Millionen Euro, darunter 750.000 Euro Fixgehalt sowie 2,41 Millionen Euro variables Gehalt).
Im Januar 2007 wurde Mehdorn einstimmig zum europäischen Präsidenten des Internationalen Eisenbahnverbands (UIC) gewählt. Im Oktober 2007 erschien unter dem Titel Diplomat wollte ich nie werden Mehdorns Biografie, die aus mehrtägigen Gesprächen mit dem Publizisten Hugo Müller-Vogg hervorging. Laut einem Medienbericht sei die DB Auftraggeber für das Buch gewesen, was im Buch nicht erwähnt sei und von der DB bestritten wurde.
In Mehdorns Zeit als Vorstandsvorsitzender fallen unter anderem die ab Mitte 2008 aufgetretenen Probleme mit den Radsatzwellen der ICE 3 und ICE T und die Unterzeichnung des Finanzierungsvertrags für Stuttgart 21 (2009).
Am 30. März 2009 kündigte er gegen Ende der Bilanzpressekonferenz an, dass er aufgrund der Vorwürfe im Rahmen der Datenaffäre bei der Bahn dem Aufsichtsrat der Deutschen Bahn AG seinen Rücktritt anbieten werde. Die Berliner Staatsanwaltschaft hatte am 12. Februar ein Ermittlungsverfahren wegen möglicher Verstöße gegen das Bundesdatenschutzgesetz gegen Mehdorn eingeleitet. Mit seinem Rücktrittsangebot wollte Mehdorn nach eigenen Angaben dem Unternehmen die „öffentliche Vorverurteilung“ nicht „noch länger zumuten“. Nach eigenen Angaben seien seinem Rücktritt dreimonatige Gespräche mit Aufsichtsrat und Bundesregierung vorausgegangen.
Anfang Juli 2010 stellte die Staatsanwaltschaft Berlin ihre Untersuchungen zu der Frage ein, ob Mehdorn und der übrige Vorstand sich mit dem Massenabgleich von Daten strafbar gemacht hätten. Laut einem Medienbericht von 2011 hatte Mehdorn wesentlich mehr von diesen Vorgängen gewusst als zuvor bekannt. Auch ein interner Ermittlungsbericht soll 2009 ergeben haben, dass Mehdorn von „fragwürdigen“ Ermittlungsmethoden im Konzern gewusst habe. Die Deutsche Bahn beauftragte eine Anwaltskanzlei, bis 22. Juni 2011 mögliche Schadenersatzansprüche gegen Mehdorn zu prüfen. Der aus dem Datenmissbrauch resultierende Schaden wird auf mindestens 45 Millionen Euro beziffert. Wenige Wochen später betonte DB-Aufsichtsrat-Vorsitzender Utz-Hellmuth Felcht in einem Brief an Bundesverkehrsminister Peter Ramsauer, der Verdacht, Mehdorn sei in die Bespitzelung von Journalisten, Aufsichtsräten und Mitarbeitern eingebunden gewesen, habe sich nicht bestätigt.
Rüdiger Grube, der zwischen 1990 und 1992 Mehdorns Büroleiter war, wurde vom Aufsichtsrat am 25. April (mit Wirkung zum 1. Mai) zum neuen Vorstandsvorsitzenden des Unternehmens berufen. Im Zuge der vorzeitigen Auflösung seines Arbeitsvertrages erhielt Mehdorn eine Abfindung von 4,985 Millionen Euro sowie weitere geldwerte Vorteile von 1,136 Millionen Euro. Nach eigenen Angaben hatte ihn niemand zum Rücktritt gezwungen; er sei stattdessen freiwillig gegangen, um die politische Verantwortung zu übernehmen. In diesem Zusammenhang äußerte sich Mehdorn auch dahingehend, dass er selbst Bundeskanzlerin Angela Merkel Rüdiger Grube als seinen Nachfolger vorgeschlagen hatte.
Zwischen 1999 und 2008 stieg der Umsatz der Deutschen Bahn von 15,6 auf 33,5 Milliarden Euro. Das wirtschaftliche Ergebnis des Unternehmens verbesserte sich von einem Verlust von 1,538 Milliarden Euro (1999) auf einen Gewinn von 2,483 Milliarden Euro (2008). Die Zahl der Beschäftigten ging im gleichen Zeitraum von rund 350.000 auf etwa 240.000 zurück.
Als Bahnvorstand hat er nach eigenen Angaben weitgehenden Personenschutz erhalten.

#### Interimsaktivitäten (2009–2011)
Anfang Juli 2009 wurde Mehdorn in den Verwaltungsrat der Fluggesellschaft Air Berlin berufen und zum 1. August 2009 in den Beirat der FIEGE Stiftung & Co. KG. Ende September 2009 wurde er von Morgan Stanley als Berater für Verkehrsprojekte engagiert. Er ist (Stand: Mai 2011) ferner Aufsichtsratsmitglied von SAP und ehemaliges Mitglied im Beirat von EnBW.
Nach seinem Ausscheiden bei der Deutschen Bahn zog Mehdorn von Berlin nach Frankfurt am Main, wo er mit Herbert Walter und Diethelm Sack im Westend im April 2009 eine Bürogemeinschaft eröffnete und Unternehmen beriet. Von hier aus arbeitete er unter anderem für einige Monate als Berater für Roland Berger. Eigenen Angaben zufolge hatte er in seinem kleinen Büro keine Mitarbeiter beschäftigt.
Nach eigenem Bekunden hatte Mehdorn verschiedene Anfragen aus dem Ausland erhalten. Infolgedessen beriet er unter anderem die slowenische Regierung in Eisenbahnfragen und eine ägyptische Bank bei der Bewertung eines Schieneninvestments in Afrika. Beraten haben soll er ferner die U-Bahn Tokio zu Fragen der Privatisierung sowie wiederholt auch Wladimir Jakunin, den Präsidenten der Russischen Eisenbahn. 2011 wurde Mehdorn in den Aufsichtsrat der Gesellschaft berufen, dem er bis Mai 2018 angehörte. Eine Einladung in den Aufsichtsrat von deren Tochter Transkreditbank hat Mehdorn im Vorjahr abgelehnt.
Im Frühjahr 2011 plante er gemeinsam mit Partnern einen Venture-Capital-Fonds für große Aufwindkraftwerke in Wüstenregionen.

#### Air Berlin (2011–2013)
Als Nachfolger von Joachim Hunold war Hartmut Mehdorn vom 1. September 2011 bis zum 7. Januar 2013 übergangsweise Chef der Fluggesellschaft Air Berlin.
Hunold, der als Freund Mehdorns gilt, habe nach Mehdorns Angaben ihn um Hilfe gebeten.
Mehdorn erklärte dazu, die Luftfahrt sei trotz fast zehn Jahren an der Bahn-Spitze seine Lieblingsbranche geblieben und er habe zudem stets eine Fluggesellschaft führen wollen. Er sollte die Gesellschaft sanieren und anschließend zügig an einen Nachfolger übergeben. Die Suche nach einem Nachfolger Mehdorns war Mitte 2011 bereits angelaufen. Mehdorn selbst ging im September 2011 von wenigstens anderthalb Jahren Tätigkeit aus.
Am 7. Januar 2013 bestellte der Verwaltungsrat Wolfgang Prock-Schauer mit sofortiger Wirkung zu Mehdorns Nachfolger an die Spitze von Air Berlin. Er blieb noch zwei Monate Mitglied des Verwaltungsrates. Mehdorns Vertrag lief bis Ende 2013. Mehdorn habe laut einem Medienbericht früher als geplant Platz für seinen Nachfolger gemacht, da der Verwaltungsrat einen Luftfahrtmanager für die weitere Sanierung haben wollte.
Kritiker warfen ihm Ende 2011 vor, das Unternehmen angesichts dessen Verluste nicht verschlanken zu wollen und auf Wachstum zu setzen.

#### Flughafen Berlin Brandenburg GmbH (2013–2015)
Ab 11. März 2013 war Mehdorn Vorsitzender der Geschäftsführung der Flughafen Berlin Brandenburg GmbH. Matthias Platzeck hatte Mehdorn für den Posten gewonnen und wenige Tage über die Konditionen des Drei-Jahre-Vertrages mit ihm verhandelt.
Als Vorstand von Air Berlin hatte Mehdorn eine Feststellungsklage auf Schadensersatz gegen die Flughafengesellschaft eingereicht. Mehdorn wurde laut eigenen Angaben vom BER-Aufsichtsrat Matthias Platzeck von den diesbezüglichen Verhandlungen befreit. Mehdorn zog sich aus dem Verwaltungsrat von Air Berlin umgehend zurück.
Mehdorn deutete im Juni 2013 an, seine Arbeit auf dem Flughafen nicht unmittelbar nach der Inbetriebnahme beenden zu wollen.
Am 15. Dezember 2014 kündigte Mehdorn überraschend seinen Rücktritt vom Chefposten der Berliner Flughafengesellschaft an. Er bot an, seine Funktionen weiter auszuüben, bis ein Nachfolger gefunden sei. Inoffiziell wurden als Grund des Rücktritts Differenzen mit Mitgliedern des Aufsichtsrats genannt. Sein letzter Arbeitstag war am 31. März 2015. Er ging damit in den Ruhestand.
Am 20. Mai 2015 zog sich Mehdorn aus gesundheitlichen Gründen aus allen öffentlichen Ämtern zurück und legte damit auch seine Positionen als Aufsichtsrat, u. a. beim Softwarekonzern SAP nieder.

#### Tätigkeiten im Ruhestand (seit 2015)
Neben seinem Privatleben habe er einige Beratungsaufträge angenommen (Stand: 2016). Er berät einige Start-up-Unternehmen und ist Aufsichtsratsmitglied der Russischen Eisenbahn (Stand: 2018).
Im Sommer verbringt er einen Großteil seiner Zeit in Südfrankreich zwischen Toulouse und Montpellier. Er fährt mit einer BahnCard 50 Bahn. Als häufiger Bahnfahrer erlebe er die Bahn „eher wieder als eine staatliche, auf das Gemeinwohl ausgerichtete Versorgungsbahn wie in alten Zeiten“. Im Herzen Europas brauche die Bahn mehr Visionen, Ziele und Infrastrukturinvestitionen.

### Privatleben
Der passionierte Ruderer ist seit 1973 mit der aus Algerien stammenden Französin Hélène Vuillequez verheiratet. Mehdorn ist Vater zweier erwachsener Söhne und einer erwachsenen Tochter. Er gilt als Liebhaber französischer Kultur und Lebensart. Zu seinen Hobbys zählen neben Segeln und Golf die Philatelie, der Weinbau und das Schmieden von Metall. Er ist konfessionslos. Er besitzt einen Weinberg in Südfrankreich.
Mehdorn war Vorstandsmitglied der Stiftung Lesen, ist Alter Herr der vertagten Burschenschaft Frankonia Berlin und war Schirmherr der Stiftung Off Road Kids.
Mehdorn gilt als Freund von Gerhard Schröder, den er seit Anfang der 1990er Jahre kennt.
Mehdorn will nach eigenen Angaben im Ruhestand in Berlin bleiben. Nach anderen Angaben wolle er seine Zeit an seinen Wohnsitzen in Berlin und in Südfrankreich verbringen. Er sagte im Mai 2015, er habe ein unerwartetes gesundheitliches Problem, sei auf dem Weg der Besserung und wolle alle öffentlichen Ämter niederlegen. Später erklärte er, in Folge einer Medikamentenunverträglichkeit sei es zu einem Nierenversagen gekommen, in dessen Folge er ins künstliche Koma versetzt wurde. Dazu sei es nach seinem Ausscheiden beim BER gekommen.

## Ehrungen
Für sein Engagement bei Airbus erhielt Mehdorn 1982 das Bundesverdienstkreuz am Bande und 1993 die Otto-Lilienthal-Medaille der Deutschen Gesellschaft für Luft- und Raumfahrt. Er ist seit 2001 Offizier und seit 2004 Kommandeur der Französischen Ehrenlegion wegen seiner Verdienste um die deutsch-französische Freundschaft.
Im Jahr 1996 wurde Mehdorn die Ehrendoktorwürde der Staatlichen Akademie für Druckwesen in Moskau verliehen. Am 10. Juli 2000 erhielt er die Ehrendoktorwürde der Ingenieurwissenschaften der Technischen Universität Hamburg-Harburg. Außerdem ist Mehdorn Ehrensenator der Universität Heidelberg.
Mehdorn wurde im Oktober 1999 zum Ökomanager des Jahres 2000 gekürt. Er ist ferner Ex-Raucher des Jahres 2002 und Träger des Aéronautique Français, einer französischen Medaille für verdiente Luftfahrtingenieure.
Am 24. Juni 2008 erhielt er den Osgar für sein Engagement für die Neuen Bundesländer.

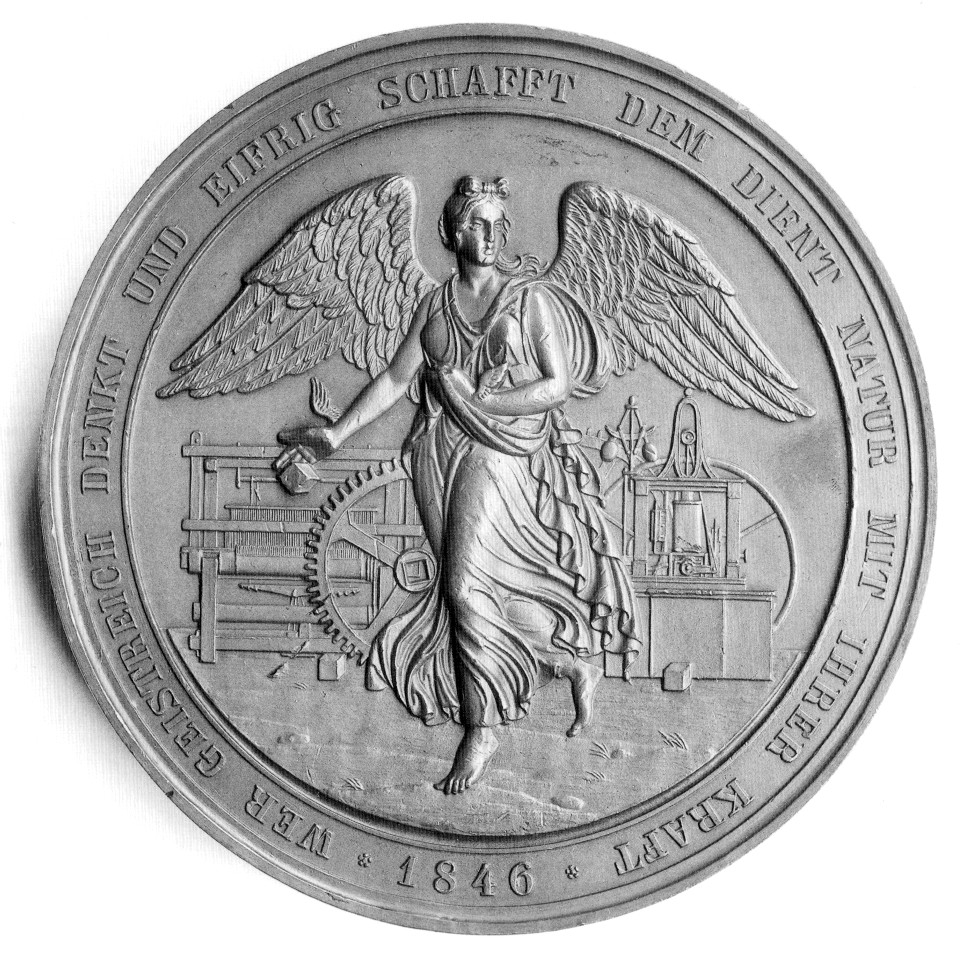
Beuth-Medaille

Für seine großen Verdienste bei der Weiterentwicklung der Deutschen Bahn AG zu einem ertragreichen und weltweit tätigen Unternehmen und seinen Einsatz für die internationale Zusammenarbeit der Bahnen verlieh ihm die Deutsche Maschinentechnische Gesellschaft am 12. November 2010 die Beuth-Ehrenmedaille.

## Kritik
In seiner Zeit als Vorstandsvorsitzender der Deutschen Bahn AG zählte Mehdorn zu den umstrittensten deutschen Industriemanagern. Zahllose Male wurde Mehdorns Rücktritt gefordert. In einer repräsentativen Umfrage im Auftrag einer Zeitschrift sprachen sich Mitte Februar 2009 drei Viertel der Befragten für den Rücktritt Mehdorns aus.
Mehdorns als direkt („hemdsärmelig“) geltender Führungsstil wurde häufig kritisiert. Seine Haltung im elfmonatigen Tarifkonflikt mit der Gewerkschaft Deutscher Lokomotivführer stieß auf breite Kritik. Für seine Ablehnung der Wanderausstellung Sonderzüge in den Tod (2006) wurde er ebenso kritisiert wie für die strikte Erhebung von Stations- und Trassenpreisen für die rollende Ausstellung Zug der Erinnerung (2008) durch die DB Netz AG und die zeitweise geplante Einführung eines „Bedienzuschlages“ für Fahrkartenverkäufe am Schalter zum Dezember 2008.
Auch durch seine direkte Wortwahl fiel Mehdorn vielfach auf. So bezeichnete er den Bahnkundenverband Pro Bahn Ende 2002 als einen Verein von „selbst ernannten Eisenbahnfreunden“, die sich zu einem typisch deutschen Meckerverein zusammengetan hätten.
Im Herbst 2001 forderte Mehdorn, dass sich die Bahnhofsmission aus den Bahnhöfen zurückziehen und Caritas wie Diakonisches Werk dort keine Warmküchen mehr betreiben sollen, damit nicht weiter Obdachlose angezogen würden. „Sie gehören nicht in Bahnhöfe, die ohnehin nicht für soziale Probleme zuständig sind.“
Vielfältig kritisiert wurde auch die Unternehmensstrategie, insbesondere zahlreiche Maßnahmen zur Rationalisierung und Erhöhung der Wettbewerbsfähigkeit der Deutschen Bahn AG im Hinblick auf die geplante teilweise Kapitalprivatisierung. Häufig wurde kritisiert, das Unternehmen würde Investitionen in das Schienennetz vernachlässigen, um das Ergebnis für Investoren aufzupolieren. Teils wurde berichtet, Mehdorn habe das Unternehmen unbedingt an den Kapitalmarkt bringen wollen, um seine Berufslaufbahn damit krönend abzuschließen.
Weitere Kritikpunkte waren unter anderem die Einführung eines neuen Preissystems (2002) und die Einstellung des Interregio. Ferner wurde die „Abkopplung“ von Großstädten (zum Beispiel Chemnitz, Bremerhaven oder Gera) und des Bahnhofs Zoo in Berlin vom ICE/IC-Verkehr kritisiert. Meinhard von Gerkan verklagte die Deutsche Bahn, nachdem Mehdorn architektonische Änderungen am neuen Berliner Hauptbahnhof angeordnet hatte, die erheblich in den Architektenentwurf eingriffen. Der Verein Deutsche Sprache verlieh 2007 Mehdorn den Negativpreis „Sprachpanscher des Jahres“ für den gehäuften Gebrauch von Anglizismen durch die Deutsche Bahn. Auch nachdem Anfang 2009 die Überprüfung der Stammdaten des Großteils der DB-Mitarbeiter („Screening“) bekannt geworden war, kamen zahlreiche Rücktrittsforderungen auf. Nachdem Ende März 2009 die jahrelange Filterung bestimmter E-Mails durch das Unternehmen bekannt geworden war, verlor Mehdorn den uneingeschränkten Rückhalt der Bundesregierung.
Mehdorn wurde auch zur Zielscheibe für Kritik, die sich gegen das gesamte Unternehmen richtete. Zum Teil wurde er für bahnpolitische Entscheidungen der öffentlichen Hand verantwortlich gemacht, beispielsweise für Entscheidungen über den (Nicht-)Ausbau von Strecken oder die Reduzierung oder Einstellung von Regionalverkehren durch die Länder (Regionalisierungsgesetz). Täglich erreichten mehr als einhundert Beschwerden sein Büro. Nach eigenen Angaben erhielt er jährlich rund 15.000 Briefe, darunter etwa 1.000 Beschwerden.
2000 wurde Mehdorn mit dem Datenschutz-Negativpreis Big Brother Award in der Kategorie Behörden und Verwaltung ausgezeichnet. Kritisiert wurde eine undurchschaubare Gemengelage der Videoüberwachung der Deutschen Bahn AG. 2006 erhielt Mehdorn von Netzwerk Recherche die Verschlossene Auster für die restriktive Informationspolitik der Bahn.
In einer repräsentativen Umfrage, bei der das Ansehen und die Leistung der 20 im Jahr 2007 von der Deutschen Presse-Agentur meisterwähnten Deutschen bewertet wurde, erhielt Mehdorn die schlechteste Bewertung. In einer Umfrage zum Ansehen deutscher Spitzen-Manager unter 1000 deutschen Führungskräften war Mehdorn ebenfalls über mehrere Jahre auf dem letzten Platz. Ende 2008 erreichte er in derselben Statistik den zweiten Platz.
Nachdem es im Winter 2010/11 zu zahlreichen Problemen im Personenverkehr der Deutschen Bahn gekommen war, verwahrte sich Mehdorn gegen die Kritik, eine Sparpolitik unter seiner Führung sei für die Missstände verantwortlich.
Rückblickend wies er auch 2022 Kritik zurück, in seiner zehnjährigen Zeit an der Spitze der Deutschen Bahn seien die Grundlagen für spätere Probleme gelegt worden. So seien in diesen zehn Jahren „doppelt so viel Geld ins Schienennetz“ gesteckt worden „wie in den 25 Jahren zuvor“. In ganz Norddeutschland seien Elektronische Stellwerke gebaut worden. Im Übrigen sei es eine Lüge zu behaupten, er habe Mittel für Investitionen im Ausland aus dem Netz gezogen. Im Übrigen verwies er auf politische Vorgaben wie den fast einstimmigen Beschluss von Bundestag und Bundesrat für eine Teilprivatisierung. Die Bahn profitabel zu machen, sei schlicht Teil seines Auftrags gewesen.